# Zacharias Sautner

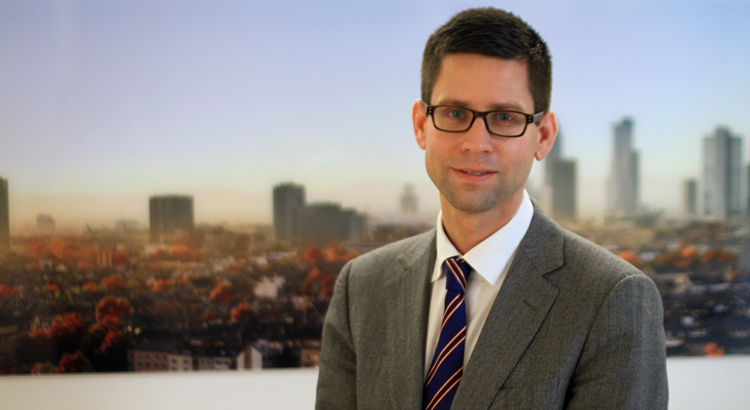
Zacharias Sautner

  Zacharias Sautner (* 17. Januar 1979 in Calw) ist ein deutscher Wirtschaftswissenschaftler und seit 2023 Professor für Sustainable Finance an der Universität Zürich in der Schweiz.

## Leben
Zacharias Sautner machte im Juni 1998 das Abitur am Hermann-Hesse-Gymnasium (am Standort des jetzigen Maria-von-Linden-Gymnasiums) in Calw. Nach dem Abitur studierte er von September 1998 bis Oktober 2001 Betriebswirtschaftslehre an der Berufsakademie in Stuttgart. Danach studierte er von Oktober 2001 bis September 2002 Volkswirtschaftslehre und Finanzen an der University of York. Im Anschluss wechselte er in das Doktorandenprogramm an der Universität Mannheim, wo er unter Betreuung von Martin Weber 2005 promovierte. Nach seiner Promotion lehrte Sautner zunächst als Research Fellow in Finance an der Saïd Business School der University of Oxford, bevor er dann an die Universiteit van Amsterdam wechselte. Dort war er bis 2014 Associate Professor für Finance (mit Tenure) und Direktor des Corporate Finance und Banking Programms an der Duisenberg School of Finance, bevor er im Anschluss als Professor für Finance an die Frankfurt School of Finance & Management wechselte. Dort leitete er von 2015 bis 2020 das Finance Department. Im Juli 2023 wechselte er an die Universität Zürich an das dortige Department of Finance (vormals: Department of Banking and Finance).

## Forschung und Lehre
Die Forschung von Zacharias Sautner ist im Bereich Corporate Finance, insbesondere zu Corporate Governance, Managementvergütung, M&A, internen Kapitalmärkten, und zu Unternehmensinsolvenzen. Seine Forschung wurde in führenden internationalen Fachzeitschriften wie dem Journal of Finance, dem Review of Financial Studies oder dem Review of Finance veröffentlicht und auf Konferenzen wie der AFA, WFA, und EFA  vorgetragen. Er lehrt auf den Gebieten Corporate Finance, Unternehmensbewertung, und Corporate Governance, hat verschiedene Lehrpreise gewonnen und wird häufig in den Medien zitiert.